# Piptospatha manduensis
Piptospatha manduensis är en kallaväxtart som beskrevs av Josef Bogner och Alistair Hay. Piptospatha manduensis ingår i släktet Piptospatha och familjen kallaväxter. Inga underarter finns listade.